# Kaj Lindström
Kaj Lindström (Mikkeli, 31 juli 1969) is een Fins rallynavigator en bekleedt tegenwoordig een besturende functie binnen het Toyota fabrieksteam in het WK rally.

## Carrière
Kaj Lindström begon zijn carrière als navigator in de rallysport in de jaren negentig. Sinds 1998 zat hij naast Tapio Laukkanen, met wie hij in 1999 het Brits rallykampioenschap won. Het duo was daarnaast ook met regelmaat actief in het wereldkampioenschap rally. Een grotere rol van betekenis in het WK kreeg Lindström toen hij voor het 2002 seizoen Risto Mannisenmäki definitief verving als de vaste navigator van viervoudig wereldkampioen Tommi Mäkinen, dat jaar voor het eerst actief bij het fabrieksteam van Subaru. Een goede start werd gemaakt in Monte Carlo, waar ze gelijk naar de overwinning grepen. De rest van het seizoen verliep uiteindelijk minder succesvol, onder meer gekenmerkt door een zwaar ongeluk in de WK-ronde van Argentinië, en ook het 2003 seizoen waren hoogtepunten een zeldzaamheid. Mäkinen beëindigde vervolgens zijn carrière als rallyrijder en Lindström werd in plaats daarvan navigator van Kristian Sohlberg bij Mitsubishi.
Na deze kortstondige samenwerking verdween Lindström even uit beeld, maar keerde voor het 2010 seizoen volledig terug toen hij plaatsnam naast Formule 1 wereldkampioen Kimi Räikkönen, dat jaar actief voor het Citroën Junior Team met een Citroën C4 WRC. Ook in 2011, nu overgestapt naar de Citroën DS3 WRC, reed hij met Räikkönen een WK-programma. In deze twee seizoenen behaalde het duo in meerdere gevallen top tien resultaten, maar grote successen bleven uit. Räikkönen keerde in 2012 vervolgens weer terug naar de Formule 1. Vanaf 2013 navigeerde hij voor Jari Ketomaa. Het duo won ronde twee van het Europees kampioenschap in Letland met een Ford Fiesta RRC. Samen kwamen ze ook een paar seizoenen uit in het WRC-2 kampioenschap in het WK met een Ford Fiesta R5 voor het officiële DMACK team.
Hierna werd Lindström onderdeel van het fabrieksteam van Toyota, dat onder leiding van Tommi Mäkinen een terugkeer hadden aangekondigd in het wereldkampioenschap rally met de Yaris WRC in 2017. Lindström functioneerde als navigator voor testrijder Juho Hänninen. Het duo werd vervolgens benoemd als een van de deelnemers aan een compleet WK-programma in het 2017 seizoen. Hun beste resultaat kwam voor eigen publiek in Finland, waar ze als derde zouden eindigen. Tegen het einde van het jaar stapte Lindström uit de navigatorsstoel en werd sporting director binnen het team.